# Тереза де Ларраїн
Марія Тереза де Ларраїн і Гусман Перальта (2 березня 1785 - 1828) була першою леді Чилі і дружиною президента Агустіна Ейзагірре. Вона була баскського походження.
Народилася в Сантьяго, дочка Агустіна де Ларраїна і Лекароса та Ана Хосефи де Гусман Перальта і Лекарос. З чоловіком у них було разом десять дітей.